# George Mallia
George Mallia (* 10. Oktober 1978 in Sliema) ist ein ehemaliger maltesischer Fußballspieler.
Mallia begann seine Karriere in der Maltese Premier League bei Sliema Wanderers. Dort spielte er vier Jahre und wechselte im Sommer 1998 zu Floriana FC. Ab Sommer 2002 spielte er acht Jahre bei FC Birkirkara. Dort konnte er zweimal die maltesische Meisterschaft gewinnen. Im Sommer 2010 schloss er sich dem FC Qormi an, wo er ein Jahr später seine Laufbahn beendete. Für die Nationalmannschaft kam er zwischen 1997 und 2009 auf 63 Einsätze.

## Erfolge
- Maltesischer Meister: 1996, 2006, 2010